# Zbigniew Fijak
Zbigniew Fijak (ur. 14 listopada 1953 w Krakowie) – polski polityk i samorządowiec, działacz opozycji w okresie PRL.

## Życiorys
W 1977 ukończył studia z zakresu etnografii na Uniwersytecie Jagiellońskim. W latach 1977–1990 był pracownikiem Instytutu Etnografii tej uczelni. W 1980 wstąpił do „Solidarności”. Organizował struktury związku na UJ, objął stanowisko sekretarza Komisji Wydziałowej na Wydziale Filozoficzno-Historycznym. Po wprowadzeniu w 1981 stanu wojennego zaangażował się w działalność podziemnych struktur „Solidarności”. W 1982 kierował poligrafią Regionalnej Komisji Wykonawczej. We wrześniu tego roku został tymczasowo aresztowany, w 1983 skazany na karę dwóch lat pozbawienia wolności z warunkowym zawieszeniem jej wykonania. Po zarządzeniu wykonania wyroku i osadzeniu w 1983 został wkrótce zwolniony w związku z amnestią. W późniejszym okresie był kilkakrotnie zatrzymywany przez funkcjonariuszy SB. W drugiej połowie lat 80. wchodził w skład Komisji Interwencji i Praworządności Regionu Małopolska NSZZ „Solidarność”.
W 1990 kierował komisja weryfikującą funkcjonariuszy SB w Krakowie. W latach 1990–1998 przez dwie kadencje zasiadał w krakowskiej radzie miasta. Przez rok pracował w Biurze Interwencji Senatu, następnie od 1990 do 1999 był zatrudniony w biurze poselskim Jana Rokity. Do 2002 pełnił funkcję dyrektora Urzędu Miasta Krakowa, później objął stanowisko dyrektora biura organizacyjnego w Małopolskiej Agencji Rozwoju Regionalnego.
Należał kolejno do ROAD, Unii Demokratycznej, Unii Wolności i Stronnictwa Konserwatywno-Ludowego (i w jego ramach do AWS). W 2002 został członkiem Platformy Obywatelskiej, kierował strukturami tej partii w Krakowie. W 2006 przestał pełnić funkcje partyjne, a na początku września 2010 wystąpił z PO.
Członek założyciel Stowarzyszenia Siemacha. W 2018 został przewodniczącym komisji rewizyjnej tej organizacji.

## Odznaczenia i wyróżnienia
- Krzyż Oficerski Orderu Odrodzenia Polski – 2008[3]
- Krzyż Wolności i Solidarności – 2015[4]
- Medal „Niezłomnym w słowie” – 2011[5]